# Francisco José Tejera Castellanos
Francisco José Tejera Castellanos, conegut futbolísticament com a Quico o Aramendi, (Santa Cruz de Tenerife, 1911 - Santa Cruz de Tenerife, setembre de 1939) fou un futbolista espanyol de la dècada de 1930.

## Trajectòria
Començà a practicar el futbol a finals de la dècada de 1920 al club Sociedad de Fomento del Cabo. El setembre de 1930 fou fitxat pel Celta de Vigo, on fou anomenat Aramendi, però al cap d'un més retornà a les illes Canàries. Allí jugà pel Real Unión de Tenerife, que era el nou nom del club Fomento del Cabo. L'any 1933 fitxà pel FC Barcelona, ja conegut com a Quico Tejera, club amb el qual jugà un partit a primera divisió. Fou el 3 de desembre de 1933, davant la Reial Societat a Atotxa, amb victòria basca per 2 a 0. Posteriorment retornà a les Canàries.